# أسبارتات ناقل الكربامويل
اسبارتاتي ناقل الكربامويل ((بالإنجليزية: Aspartate carbamoyltransferase)‏)اسبارتاتي ناقلة الكربامويل يختصرب (ATCase) يحفز الخطوة الأولى في طريق السكروز بيريميدين شيفرته المختصرة هي (EC 2.1.3.2).وهوانزيم معقد ومتعدد الوحيدات يتكون من 12 مفارز (300 كيلو دالتون في كل مجموعة). وظيفته هي تكوين مفارز هو C6R6، وتشكيل مفارز من 2 أرتب الحفاز (34 كيلو دالتون) و 3 من ديميرس (dimers) مفارز التنظيمية (17 كيلو دالتون). ترتيب خاص للمفارز المحفزة وينظمها في سلوك تفارغي ويعلق ركائز لها.

## موقعه
اسبارتاتي ناقل الكربامويل لا يتبع ميكايليسالمينتن، ولكنه يقع بين منخفضة النشاط، «بنطاق ضيق» وعالية النشاط، بشكل واسع «استرخاء». يقوم هذا الانزيم بربط ركائز إلى مفارز المحفزات ويحولها في توازن إلى وحدات صغيرة النتائج التنظيمية.

## رد الفعل
اسبارتاتي ناقل الكربامويل هو انزيم ذو درجة عالية من التنظيم يحفز الخطوة الأولى التي تتم في البيريميدين الحيوي، والتكثيف من اسبارتاتي وكرباميل الفوسفات إلى شكل N-كرباميل-L-اسبارتاتي وفوسفات غير عضوي. ويتحكم في معدل الحيوي بيريميدين عن طريق تغيير سرعة الحفاز في الاستجابة إلى مستويات الخلايا في كل من بيريميدين والبيورين. المنتج النهائي للمسار بيريميدين، CTP، يؤدي إلى انخفاض في سرعة الحفاز، في حين أن أدينوسين ثلاثي الفوسفات (ATP)، والمنتج النهائي للمسار مواز البيورين، يمارس تأثير معاكس، في عملية النشاط التحفيزي.

## وصلات اضافية
- Aspartate+carbamoyltransferase في المكتبة الوطنية الأمريكية للطب نظام فهرسة المواضيع الطبية (MeSH).

قالب:واحد ترانسفيراز الكربون
قالب:استقلاب النوكليوتيدات
قالب:المجمعات متعدد الإنزيمات